# Escuela de Especialidades de la Estación Naval de La Graña

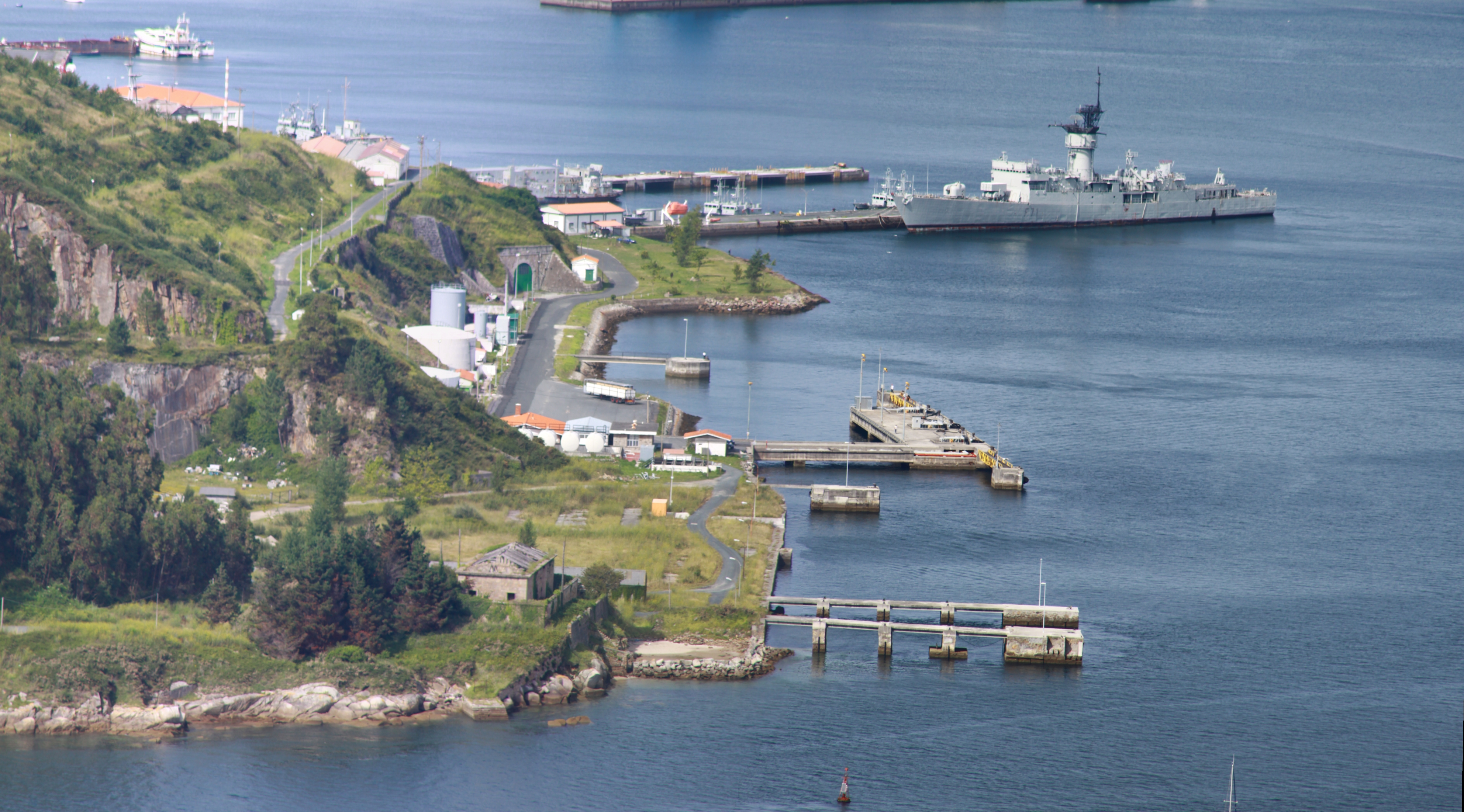
Vista de la estación Naval de La Graña.

La Escuela de Especialidades de la Estación Naval de La Graña (ESENGRA), es un centro de enseñanza militar de la Armada Española en el que se imparten cursos de formación y perfeccionamiento destinados a las Escalas de marinería y suboficiales y centrados en las especialidades de alojamiento y restauración, maniobra y navegación y administración. Esta escuela se encuentra en la Estación Naval de La Graña, una localidad situada en la entrada de la ría de Ferrol (La Coruña). Fue inaugurada en el año 1997 a raíz de la fusión de la Escuela de Maniobra y de la Escuela de Aprovisionamiento y Servicios de la Armada.
Durante el reinado de Felipe V se estableció un astillero en la población de La Graña. Hasta el año 1756 el Astillero de La Graña también fue sede de la Escuela de Pilotos. En 1869 se fundó la Escuela Naval Flotante para Aspirantes de Marina en la Fragata "Asturias" y los edificios de la antigua Provisión de Víveres del Arsenal de La Graña. A finales del siglo XIX estuvo destacada en esta base una Brigada Torpedista, incorporándose en 1913 la Estación Torpedista. En 1915, con la aprobación de la Ley Miranda que promovió la construcción de bases navales, las instalaciones de la Estación de La Graña comenzaron a adquirir su configuración actual. El 21 de julio de 1995 comenzaron los trabajos para reunir en un único centro la Estación Naval, la Escuela de Maniobra y la Escuela de Aprovisionamiento y Servicios. Finalmente, con la aprobación del Real Decreto 768/1997, de 30 de mayo, se creó la Escuela de Especialidades Fundamentales de la Estación Naval de La Graña.
Los cursos impartidos en esta escuela son los siguientes: 
- Cursos de Formación:
  - Curso de Acceso a la Escala de Suboficiales del Cuerpo General: Con el Título de Técnico Superior en Administración y Finanzas, Dirección de Cocina o Transporte Marítimo y Pesca.
  - Curso de Acceso a la Escala de Marinería del Cuerpo General: Con la Especialidad Fundamental de Aprovisionamiento o de Maniobra y Navegación.

- Cursos de perfeccionamiento:
  - Cursos de Capacitación para el Ascenso a Cabo Primero de Marinería: Con las especialidades de administración, hostelería o maniobra y navegación.
  - Cursos de Capacitación para el Ascenso a Cabo de Marinería: Con las especialidades de administración, hostelería o maniobra y navegación.

- Cursos de aptitud:
  - Curso para la Obtención de la Aptitud de Aprovisionamiento para Suboficiales de la Armada de Cualquier Especialidad.
  - Curso para la Obtención de la Aptitud de Aprovisionamiento para Cabos Primeros de la Armada.
  - Curso para la Obtención de la Aptitud de Manejo de Embarcaciones Neumáticas de Asalto para Personal de Infantería de Marina.
  - Curso para la Obtención de la Aptitud de Manejo de Embarcaciones Neumáticas tipo "ZODIAC" para Suboficiales y Militar Profesional de Tropa de Infantería de Marina.
  - Curso para la Obtención de la Aptitud de Sanitario.
  - Curso para la Obtención de la Aptitud de Peluquería para Militares Profesionales de Tropa y Marinería.
  - Curso para la Obtención de la Aptitud de Administración para Soldados de Infantería de Marina.
  - Curso para la Obtención de la Aptitud de Hostelería para Soldados de Infantería de Marina.

- Cursos informativos:
  - Curso para Oficiales de Cuenta y Razón.
  - Curso Informativo de Patrón de Embarcaciones LCM-1E.
  - Curso Informativo de Operador del Sistema de Información y Visualización de Cartas Electrónicas.
  - Curso Informativo de la Universidad Virtual Corporativa de la Armada-Word.
  - Curso de Formación de Mecánico-Marinero del Servicio Marítimo de la Guardia Civil.